# 鲁山起义
鲁山起义是1922年6月初发生在中国河南省鲁山县的一场大规模民变，民变带头人为张庆。

## 过程
1920年前后河南连年天灾，出现大批饥民，加上官绅盘剥和军阀混战，4000余名不堪重负河南鲁山饥民于1922年6月初在张庆带领下发动农民起义，一举攻下鲁山县城。7月初农民起义军攻下河南陕州城（陕县），在这之后攻破灵宝和潼关。9 月中旬，农民起义军在潼关南部战败，退回河南鲁山整编。又该农民起义军改名为河南自治军，张庆任总司令，丁宝成任参谋长。9月下旬，直系军阀吴佩孚兵分3路会围剿改自治军。已经发展到万余自治军在不到10天的时间突破包围圈，进军到皖北的阜阳。在行军过程中，自治军打出“打富济贫”的口号，得到沿途不少民众响应，自治军新添过万兵力。11月初，自治军在受在安徽与敌军交火后，撤出阜阳，退回河南，月底又到达鲁山、宝丰、郏县一带。
吴佩孚在数次被自治军突破防线后，一面派重兵包围自治军，一面开出改编的诱饵对自治军进行招抚。年底，自治军首领张庆接受了吴佩孚的招抚，将自治军改编为河南游击队。但此举在自治军内部引起争议。而后，张庆一面应付北洋政府，一面扩充人员武备，准备再次起事，1923年4月中旬，张庆率部离开鲁、宝、郏地区，开往豫东永城、夏邑、鹿邑、柘城等县。沿途释放了各县被关押囚犯，又向地主豪绅筹饷，并安抚饥民，最后控制了豫东一带。10月，吴佩孚下令令张庆率部前往四川，同时吴佩孚从苏、鲁、豫、皖调集 4 万北洋军队，准备与张庆军开战。张庆率部以快速运动冲出北洋军包围圈，横穿京汉铁路到达郊县。11月，吴佩孚又调集2万北洋部队作为主力向起义军发动大规模进攻，张庆率所部突围南下避战，经叶县、方城、泌阳进入湖北，然后沿湖北河南边境西进，到陕南柞水被敌军所挡后张庆所部东出龙驹寨，1924年1月回到郏县。这次大范围行军张庆所部损失惨重，部队仅剩3000余人。最后在老爷顶与吴佩孚调动的军队交火，大败。丁宝成见大势已去，枪杀张庆投降。